# Ursula Wölfel
Ursula Wölfel (* 16. September 1922 in Hamborn, heute Stadtteil von Duisburg; † 23. Juli 2014 in Heidelberg) war eine deutsche Kinderbuchautorin.

## Leben
Ursula Wölfel war die Tochter des Dirigenten Karl Koethke, wuchs im Ruhrgebiet als jüngste von vier Geschwistern auf und studierte an der Universität Heidelberg Germanistik, Geschichte, Philosophie und Psychologie. 1943 heiratete sie den Architekten Heinrich Wölfel, ein Jahr später kam ihre Tochter Bettina auf die Welt. Ihr Mann starb 1945 in Kriegsgefangenschaft.
Nach dem Krieg arbeitete sie als Schulhelferin. Anschließend machte sie eine Ausbildung zur Grundschullehrerin und war Assistentin am Pädagogischen Institut Jugenheim an der Bergstraße. Von 1951 bis 1954 studierte sie an der Universität Frankfurt Germanistik, Kunstgeschichte und Pädagogik. Von 1955 bis 1958 unterrichtete sie als Sonderschullehrerin in Darmstadt und war in den frühen 60er Jahren akademische Mitarbeiterin von Klaus Doderer in der Aufbauphase des Institutes für Jugendbuchforschung.
1959 kam ihr erstes Kinderbuch heraus. Sie lebte ab 1961 als Autorin im Odenwald und war seit 1972 Mitglied im PEN-Zentrum Deutschland.

## Auszeichnungen
- 1962 Deutscher Jugendliteraturpreis, für Feuerschuh und Windsandale
- 1972 Österreichischer Förderpreis für Jugendliteratur, für Die grauen und die grünen Felder
- 1991 Buxtehuder Bulle, für Ein Haus für alle
- 1991 Deutscher Jugendliteraturpreis (Sonderpreis: Autorenpreis)

## Werke (in Auswahl)

### Bücher
- Hans im Glück: Das alte Märchen als modernes Klassenspiel. Bärenreiter-Verlag, Kassel; Basel 1959.
- Fliegender Stern. Hoch Verlag, Düsseldorf 1959.
- Der rote Rächer und die glücklichen Kinder. Hoch Verlag, Düsseldorf 1959.
- Sinchen hinter der Mauer. Hoch Verlag, Düsseldorf 1960.
- Feuerschuh und Windsandale. Hoch Verlag, Düsseldorf 1961.
- Mond, Mond, Mond. Hoch Verlag, Düsseldorf 1962.
- Der Herr Wendelin. Hoch Verlag, Düsseldorf 1963.
- Julius. Hoch Verlag, Düsseldorf 1964.
- Joschis Garten. Hoch Verlag, Düsseldorf 1965.
- mit Lilo Fromm: Wunderbare Sachen. Mein 1. Lesebuch. Pädagogischer Verlag Schwann, Düsseldorf 1966.
- mit Károly Reich: Das goldene ABC. Hoch Verlag, Düsseldorf 1966.
- Siebenundzwanzig Suppengeschichten. Hoch Verlag, Düsseldorf 1968.
- Das Wundertor: Ein Bilderbuch zum Lesenlernen. Pädagogischer Verlag Schwann, Düsseldorf 1969.
- mit Bettina Wölfel: Das blaue Wagilö. Hoch Verlag, Düsseldorf 1969.
- Achtundzwanzig Lachgeschichten. Hoch Verlag, Düsseldorf 1969.
- Die grauen und die grünen Felder. Wahre Geschichten. Anrich, Mülheim a.d. Ruhr 1970.
- Sechzehn Warum-Geschichten von den Menschen. Hoch Verlag, Düsseldorf 1971.
- Erde, unser schöner Stern. Illustrationen Štěpán Zavřel, Patmos Verlag, Düsseldorf 1971, ISBN 3-491-00323-7.
- Nebenan wohnt Manuel: Geschichten für das 1. Lesealter. Pädagogischer Verlag Schwann, Düsseldorf 1972.
- mit Bettina Wölfel: Ein Tapir im Dorf. Verlag Jugend & Volk, Wien; München 1973, ISBN 3-8113-1604-4.
- Du wärst der Pienek: Spielgeschichten, Spielentwürfe, Spielideen. Anrich, Mülheim a.d. Ruhr 1973, ISBN 3-920110-17-X.
- mit Bettina Wölfel: Zwanzig Lachgeschichten. Hoch Verlag, Düsseldorf 1974, ISBN 3-7779-0186-5.
- mit Bettina Wölfel: Neunundzwanzig verrückte Geschichten. Hoch Verlag, Düsseldorf 1974, ISBN 3-7779-0181-4.
- Geschichten-Sammelsurium. Deutscher Taschenbuch Verlag, München 1974, ISBN 3-423-07148-6.
- Zwanzig Suppengeschichten: in Schreibschrift. Hoch Verlag, Düsseldorf 1975, ISBN 3-7779-0192-X.
- mit Marlene Pingel: Der Nachtvogel: Eine Geschichte. Maier Verlag, Ravensburg 1975, ISBN 3-473-33870-2.
- Dreißig Geschichten von Tante Mila. Hoch Verlag, Düsseldorf 1977, ISBN 3-7779-0213-6.
- Julius oder die wahre Geschichte vom Ziegenbock, der die Leute solange ärgerte, bis alle ihn haben wollten. Hoch Verlag, Düsseldorf 1979, ISBN 3-7779-0258-6.
- Ein Käfig für den gelben Vogel: Kindertheater-Stück. Anrich, Modautal-Neunkirchen 1979, ISBN 3-920110-49-8.
- Jacob, der ein Kartoffelbergwerk träumte: Nacherzähltes aus seinem Leben 1832–1854. Anrich, Modautal-Neunkirchen 1980, ISBN 3-920110-51-X.
- Eine und sechsundzwanig ABC-Geschichten. Hoch Verlag, Düsseldorf 1981, ISBN 3-7779-0292-6.
- Bruder Franz von Assisi. Patmos Verlag, Düsseldorf 1981, ISBN 3-491-79038-7.
- Noch ein Geschichten-Sammelsurium. Deutscher Taschenbuch Verlag, München 1974, ISBN 3-423-07519-8.
- Winzige Geschichten. Hoch Verlag, Düsseldorf 1986, ISBN 3-7779-0382-5.
- mit Bettina Wölfel: Vom Morgen bis zum Abend. Patmos Verlag, Düsseldorf 1987, ISBN 3-491-79363-7.
- Die Glückskarte. Hoch Verlag, Düsseldorf 1987, ISBN 3-7779-0411-2.
- Hannas Reise. Deutscher Taschenbuch Verlag, München 1989, ISBN 3-423-07595-3.
- Das Lachkind und 99 andere ausgewählte Geschichten. Hoch Verlag, Stuttgart; Wien 1990, ISBN 3-7779-0464-3.
- Ein Haus für alle. Hoch Verlag, Stuttgart 1991, ISBN 3-7779-0473-2.
- mit Bettina Wölfel: Von der Zaubermütze und elf andere winzige Geschichten. Thienemann Verlag, Stuttgart; Wien; Bern 1996, ISBN 3-522-16982-4.
- mit Bettina Wölfel: Vom Apfelhäuschen und elf andere winzige Geschichten. Thienemann Verlag, Stuttgart; Wien; Bern 1996, ISBN 3-522-16981-6.
- mit Bettina Wölfel: Morgenkind. Geschichten zum Vorlesen. Thienemann Verlag, Stuttgart; Wien; Bern 1997, ISBN 3-522-17154-3.
- mit Daniele Winterhagen: Das schönste Martinslicht. Gabriel, Stuttgart; Wien 2003, ISBN 3-522-30017-3.
- Das Ursula-Wölfel-Lesebuch: 114 Geschichten zum Lachen und Staunen. Omnibus, München 2003, ISBN 3-570-26099-2.
- mit Bettina Wölfel: Eine Geschichte vom kleinen weißen Hund. Carlsen Verlag, Hamburg 2014, ISBN 978-3-551-05063-2.

### Hörbücher
- Fliegender Stern. Gesprochen von Michael Köhlmeier, Der Audio Verlag (DAV), Berlin, 2008, ISBN 978-3-89813-712-6 (Hörspiel, 1 CD, 54 Min.)